# Xã Wabanica, Quận Lake of the Woods, Minnesota
Xã Wabanica (tiếng Anh: Wabanica Township) là một xã thuộc quận Lake of the Woods, tiểu bang Minnesota, Hoa Kỳ. Năm 2010, dân số của xã này là 237 người.